# CSI: NY
CSI: NY è una serie televisiva statunitense prodotta dal 2004 al 2013. Si tratta del secondo spin-off, ambientato a New York, della serie TV CSI - Scena del crimine.

## Trama
A differenza della serie originale e del suo primo spin-off, CSI: Miami, dove il protagonista e punto di snodo delle vicende è il capo della squadra scientifica, in CSI: NY i protagonisti sono una coppia di detective: Mac Taylor, un ex marine ora a capo del laboratorio della polizia scientifica di New York, e Stella Bonasera, una tenace e instancabile detective con cui Taylor dirige il laboratorio.

## Episodi
| Stagione         | Episodi | Prima TV originale | Prima TV Italia |
| ---------------- | ------- | ------------------ | --------------- |
| Prima stagione   | 23      | 2004-2005          | 2006            |
| Seconda stagione | 24      | 2005-2006          | 2006-2007       |
| Terza stagione   | 24      | 2006-2007          | 2007-2008       |
| Quarta stagione  | 21      | 2007-2008          | 2009            |
| Quinta stagione  | 25      | 2008-2009          | 2010            |
| Sesta stagione   | 23      | 2009-2010          | 2011            |
| Settima stagione | 22      | 2010-2011          | 2011-2012       |
| Ottava stagione  | 18      | 2011-2012          | 2012            |
| Nona stagione    | 17      | 2012-2013          | 2013-2014       |

### Episodio pilota
Il 17 maggio 2004 è stato trasmesso negli Stati Uniti l'episodio pilota di CSI: NY, diretto da Danny Cannon e intitolato Omicidio allo specchio (MIA/NYC - NonStop nell'edizione originale). Si tratta di un backdoor pilot corrispondente al 23º episodio della seconda stagione di CSI: Miami.
In Italia l'episodio è stato trasmesso il 7 novembre 2004.

### Episodicrossover
- I personaggi di CSI: NY sono stati introdotti nel 23º episodio della seconda stagione di CSI: Miami, Omicidio allo Specchio.
- I due team si reincontrano nuovamente in un doppio crossover intitolato Caccia all'uomo: le vicende hanno inizio nel 7º episodio della quarta stagione di CSI: Miami, quando Mac raggiunge Horatio a Miami per aiutarlo a catturare un omicida, e si conclude nel 7º episodio della seconda stagione di CSI: NY, quando la scena si sposta a New York, e questa volta è Horatio a seguire Mac nella grande mela per terminare le ricerche.
- Nel 22º episodio della terza stagione di CSI: NY (Dieci anni dopo) il detective Scotty Valens del Dipartimento di Polizia di Filadelfia, protagonista della serie televisiva Cold Case - Delitti irrisolti, si reca a New York per riaprire un caso irrisolto i cui indizi portano alla detective Stella Bonasera. Questa è stata la prima volta in cui sono stati introdotti personaggi esterni al format CSI (comunque, si tratta sempre di serie prodotte da Jerry Bruckheimer).
- Durante la sesta stagione di CSI: NY è stato realizzato un crossover tra tutte le tre serie CSI. La storia inizia nel 7º episodio della ottava stagione di CSI: Miami, continua nel 7º episodio della sesta stagione di CSI: NY e termina nel 7º episodio della decima stagione di CSI - Scena del crimine[1].
- Durante la nona stagione, nel 15º episodio si innesca un ulteriore crossover con CSI - Scena del crimine: l'episodio è la seconda parte della storia iniziata nel 13º della tredicesima stagione di CSI - Scena del crimine.[2]

## Personaggi e interpreti

### Personaggi principali
- McKenna Llewellyn "Mac" Taylor (stagioni 1-9), interpretato da Gary Sinise, doppiato da Sandro Acerbo.
 Taylor è il direttore del laboratorio della Polizia scientifica del New York City Police Department. Originario di Chicago, tenente dei Marines in congedo, Taylor è laureato in scienze biologiche ed è esperto di armi e di esplosivi per uso militare. Durante il servizio nei Marines ha rischiato la vita in un'operazione in Libano nella quale ha assistito alla morte di un suo compagno d'infanzia (il ricordo è segnato da una cicatrice che ha sul petto). Suo padre, McKenna Boyd Taylor, durante la seconda guerra mondiale ha militato nella 6ª divisione corazzata dell'esercito statunitense e ha partecipato alla liberazione degli ebrei nel campo di concentramento di Buchenwald. Non gira mai disarmato, abitudine che ha da quando ha lasciato il corpo dei Marines. Sa usare diversi tipi di armi orientali antiche, quali la katana, lo yari e il jitte. Suona il basso in un gruppo jazz. È un punto di riferimento per tutta la squadra alla quale dà spesso pareri e consigli e la protegge dalle pressioni esterne, senza per questo essere un capo meno severo. È molto legato alla collega detective Stella Bonasera con la quale spesso si incontra in un bar che conoscono solo loro, ma stima e affetto lo legano agli altri componenti della squadra, in particolare a Danny Messer e Don Flack. Nella quarta stagione si viene a sapere di un terribile episodio che segnò profondamente la sua vita: quando aveva dieci anni, a Chicago, lui e i suoi amici trovarono una pistola carica. Portata l'arma nell'appartamento di uno di loro, i giovani si passarono l'arma finché non partì un colpo che uccise il fratello minore del migliore amico di Mac. La polizia ritenne il caso uno sfortunato incidente e il caso fu archiviato. Anni dopo Mac, di ritorno dall'Inghilterra, troverà nella sua valigia una maglietta sporca di sangue indossata dal ragazzo ucciso e inizierà un'indagine che lo riporterà a Chicago. Ha perso l'adorata moglie, Claire Conrad Taylor, nell'attentato al World Trade Center dell'11 settembre 2001. Ha conosciuto Reed Garrett, il figlio che Claire ha avuto da una precedente relazione e dato in adozione. Si incontreranno in successive occasioni ma il ragazzo continuerà a vivere con i suoi genitori adottivi nonostante la disponibilità di Taylor ad accoglierlo. Dopo la morte della moglie ha avuto relazioni sentimentali con l'anatomopatologa Peyton Driscoll (conclusa quando la donna decide di restare insieme alla sua famiglia in Inghilterra), Aubrey Hunter (medico di pronto soccorso e Riservista dell'USAF) e Christine Whitney (sorella di Stan, suo vecchio amico e collega deceduto), che lo contatta su un social network sul quale Lindsay aveva creato per lui un profilo durante un'indagine. La relazione tra i due non comincia nel migliore dei modi, ma il loro rapporto si rafforza quando Mac viene ricoverato in gravi condizioni in seguito a una sparatoria, e Mac le chiederà di sposarlo.

- Stella Bonasera (stagioni 1-6), interpretata da Melina Kanakaredes, doppiata da Franca D'Amato.
È l'altro perno della squadra e punto di snodo delle vicende. È un’investigatrice completamente dedita al proprio lavoro. È cresciuta in orfanotrofio dopo essere stata abbandonata da genitori italo-greci. Solo in seguito, durante uno degli episodi incentrato su un vecchio amico e mentore, scoprirà qualcosa sulla madre. Suo padre si rivela essere invece lo stesso amico. Grazie alla sua determinazione, tenacia ed intelligenza condirige il laboratorio insieme a Mac Taylor. Personaggio la cui psicologia è spesso oggetto di analisi, è molto attenta al benessere fisico e mentale. All'inizio della settima stagione si scopre che non fa più parte della squadra perché Lindsay, in cerca di conforto, legge una lettera a lei indirizzata nella quale Stella le parla del nuovo lavoro e della squadra che dirige a New Orleans.

- Danny Messer (stagioni 1-9), interpretato da Carmine Giovinazzo, doppiato da Riccardo Rossi.
È forse il personaggio più complesso della serie, a causa della sua adolescenza trascorsa in una famiglia disagiata. È sempre al limite fra il rispetto a la trasgressione della legge: suo fratello Louie infatti era parte dei Tanglewood Boys, nota banda minorile divenuta poi associazione criminale. Nella quarta stagione inizia una storia con l’investigatrice Monroe, con cui avrà una figlia nella quinta stagione.

- Aiden Burn (stagioni 1-2), interpretata da Vanessa Ferlito, doppiata da Eleonora De Angelis.
È originaria di Brooklyn, è estremamente legata al suo lavoro ed è sempre pronta ad immedesimarsi in nuove situazioni. Viene licenziata nel 2º episodio della seconda stagione dopo che un eccessivo attaccamento a un caso di stupro la porta a infrangere le regole del laboratorio[3]. Nel penultimo episodio della seconda stagione viene trovato il suo cadavere carbonizzato e la squadra, affranta per la perdita dell'ex collega, si adopera per identificare il responsabile.

- Sheldon Hawkes (stagioni 1-9), interpretato da Hill Harper, doppiato da Vittorio Guerrieri.
Sheldon, bambino prodigio, si laurea all'università all'età di diciotto anni. Terminati gli studi trova lavoro presso un ospedale dove, a soli 24 anni, riesce a diventare un chirurgo in piena regola. Ma il suo successo come chirurgo si rivela disastroso a causa dei continui conflitti con il suo superiori e della morte di due suoi pazienti. Non riuscendo a convivere con il pensiero di aver ucciso due persone, seppur involontariamente, lascia il lavoro di chirurgo per diventare medico legale. Spesso è talmente immerso nel lavoro da dormire in obitorio dove ha allestito una stanza apposta per l'occasione. Nonostante il lavoro del medico legale lo appassioni, Sheldon decide di passare direttamente alle analisi sul campo con sommo stupore di Mac. È un buon amico e una buona spalla su cui piangere. Se qualcuno ha dei problemi o si trova in difficoltà, è sempre pronto ad ascoltarlo. Spesso ha dei coinvolgimenti personali nelle indagini che gli fanno perdere la giusta lucidità, rischiando di farlo finire nei guai. Durante le ricerche di uno stupratore seriale si viene a sapere che la sua ex fidanzata era stata una sua vittima quando ancora Sheldon aveva un impiego presso l'ospedale. Questo fatto aveva segnato fortemente la donna ed i due avevano finito con il lasciarsi. Se non fosse stato per l'intervento di Mac avrebbe rischiato di buttare anni di lavoro al vento, facendosi giustizia da solo dopo che era stato allontanato dal caso. Viene indagato per l'omicidio di una giovane donna che aveva il suo numero di telefono. Nonostante inizialmente finga di non conoscere la donna, di fronte alle prove è costretto a chiarire che si erano conosciuti una sera ma che non si erano più visti. Mac rimane comunque deluso per l'omissione. Durante le indagini degli omicidi commessi da Shane Casey, si ritrova ad essere lui stesso una delle vittime designate dal serial killer. Diversi anni prima testimoniò al processo contro Ian Casey, fratello maggiore di Shane, per l'omicidio di un barista. La sua testimonianza contribuì a mandarlo in carcere, dove si suicidò. Per questo motivo Shane cerca vendetta, uccidendo tutti coloro che erano coinvolti nel caso. Shane architetta un piano per incolpare Sheldon di omicidio e l'unico che può scagionarlo è proprio lui, ma in cambio vuole che il nome di suo fratello sia riabilitato. Le indagini confermano che Ian aveva commesso davvero quel reato e Sheldon torna in libertà. Sheldon si reca in un carcere di massima sicurezza per assistere all'esecuzione di Reggie Tifford, che si scopre essere l'assassino di Maya, sorella di Sheldon. Una guardia muore interrompendo l'esecuzione ed il caos si scatena tra i prigionieri che prendono d'assalto la prigione. Sheldon si finge un carcerato grazie all'aiuto del prigioniero, ma non riesce ad impedire a Casey di fuggire. Nel corso dell'indagine della morte di un istruttore subacqueo, rimane intrappolato sott'acqua ma riesce comunque a liberarsi grazie all'aiuto di Danny. Una volta risalito in superficie, ammette di aver immaginato Sid occuparsi della sua autopsia. Comincia una relazione con Camille, dopo averla salvata da un sicario. La relazione con la donna lo destabilizza non poco, arrivando perfino a riscontrare un esito positivo alla droga nell'esame delle urine. Nonostante ciò, la relazione tra i due procede a gonfie vele. Sheldon aveva una sorella Maya, che si scopre essere stata uccisa in Pennsylvania da Reggie Tifford, lo stesso carcerato che gli aveva chiesto di presenziare alla sua esecuzione per potergli confessare il fatto. I due persero i contatti e solo qualche tempo dopo Sheldon scoprì che la sorella era stata uccisa. Aveva una fidanzata che fu violentata da uno stupratore seriale e con cui purtroppo perse i contatti. Dopo l'accaduto non la rivide più, in compenso comincia una relazione con Camille, sua vecchia vicina di casa.

- Don Flack (stagioni 1-9), interpretato da Eddie Cahill, doppiato da Vittorio De Angelis.
Don Flack è un investigatore specialista di 1º grado della squadra Omicidi del NYPD (New York City Police Department) di New York. Nato e cresciuto nel Queens, Don colma il divario tra la nuova e la vecchia generazione; da bambino era solito giocare nel labirinto del Queens Botanical Garden. Don è il primo a giungere sulla scena di un crimine e spesso affianca Mac e la sua squadra durante le indagini. Ha un legame molto forte con Danny e lo dimostra ascoltando i suoi problemi e aiutandolo; i due si incontrano spesso fuori dal lavoro. È molto legato anche a Mac, e forse è proprio per questo che rispetta le scoperte fatte dalla scientifica, difendendole agli occhi dei suoi colleghi. Quando però un agente della sua squadra si ritrova sotto indagine per furto di droga, Don diventa ostile nei confronti della scientifica, salvo poi doversi ricredere. Partecipa attivamente agli interrogatori dei sospettati, ma i metodi da lui usati non sempre sono convenzionali. Quando diviene il primo sospettato per la morte di un ragazzo in sua custodia, riceve appoggio e parole di conforto da Stella, che crede fermamente nella sua innocenza. Nel corso della terza stagione ha una relazione con l'investigatrice Jessica Angell, sua collega; il loro rapporto cresce e matura ogni giorno di più, ma la donna perde la vita a causa di un colpo di pistola. Questo fatto sconvolge Don, a tal punto da spingerlo a uccidere l'assassino di Jessica a sangue freddo e a precipitare in un turbine di alcol e violenza da cui Mac riuscirà a salvarlo. Il padre di Jessica invita Don a casa sua per il compleanno della defunta figlia, ma l'investigatore, dopo aver accettato, rimane fuori della casa della famiglia per diversi minuti e poi se ne va. Don è un grande tifoso degli Yankees e dei Jets: infatti, quando non è in servizio, assiste alle loro partite con alcuni colleghi. Tiene molto alla sorella Samantha, anche se il loro rapporto è difficile. Dopo aver scoperto che la donna, a lungo dipendente dall'alcool, frequentava un gruppo degli Alcolisti Anonimi, le procura un lavoro presso l'ufficio stampa della polizia, aiutandola a ritrovare lo slancio verso la carriera di cronista che avrebbe voluto intraprendere. Grazie al nonno riesce a comprendere e parlare irlandese. Da uno dei suoi discorsi si scopre che ha almeno un fratello e tiene molto alla madre, che il mercoledì era solita cucinare il manzo salato.

- Lindsay Monroe-Messer (stagioni 2-9), interpretata da Anna Belknap, doppiata da Laura Lenghi.
È una ragazza originaria del Montana, che entra a fare parte della squadra dalla seconda stagione, sostituendo di fatto Aiden Burn dopo il suo licenziamento. Inizialmente Lindsay non sembra molto in sintonia con i colleghi, ma con il passare del tempo conquista la loro stima e acquisisce sicurezza. Nella quarta stagione inizia una relazione con Danny Messer, di cui rimane incinta nella quinta stagione. In passato, divenne testimone di un omicidio plurimo delle sue tre compagne di scuola e della cameriera, in seguito a una rapina finita male in una tavola calda, però Lindsay riesce ad uscire da quell'incubo, testimoniando contro l'assassino.

- Sid Hammerback (stagioni 5-9, ricorrente 2-4), interpretato da Robert Joy, doppiato da Enrico Pallini.
Sid Hammerback si unisce al laboratorio della scientifica con il ruolo di medico legale dopo la decisione di Sheldon Hawkes di entrare a far parte della squadra operativa, ma Sid si avvale spesso della conoscenza medica di Sheldon durante le autopsie. Tutto il suo mondo sembra ruotare attorno ai corpi stesi sul tavolo autoptico, è molto scrupoloso e devoto al suo lavoro ed esegue le sue autopsie con molta precisione e senza tralasciare alcun dettaglio. Ama parlare e spesso divaga dal discorso ed è un po' eccentrico, però si cura molto del benessere dei suoi colleghi (esemplare il suo invito a Mac Taylor a festeggiare il Ringraziamento con lui e la sua famiglia). Rischia di morire per uno shock anafilattico causato dall'ingerimento di una polpetta, ma viene prontamente salvato da Stella, che trovandolo in stato di incoscienza gli somministra dell'epinefrina dopo avergli fatto la respirazione bocca a bocca. Successivamente Sid viene nuovamente coinvolto in un incidente sul lavoro: un proiettile trattato con nitroglicerina esplode mentre lo estrae dal corpo della vittima che stava esaminando infrangendo le lenti degli occhiali del patologo e causandogli lievi ferite. Ristabilitosi, Sid riceve in regalo da Jo un nuovo paio di occhiali con apertura sul naso, come è solito portarli lui, ma con lenti rinforzate. Sviluppa un prototipo di cuscino ispirato al supporto usato per tenere fermo in collo dei corpi in sala autopsie e, dopo averlo fatto provare a Mac (che se ne dichiara entusiasta), ne vende il brevetto per 27 milioni di dollari. Grazie a Stella si viene a sapere che Sid ha una moglie e due figlie adolescenti, mentre una conversazione avuta con Jo in cui accenna ad "alimenti" fa presumere che abbia anche un'ex-moglie. Non si sa molto altro sulla sua famiglia, ma si può dire che una delle sue figlie frequenta il college.

- Adam Ross (stagioni 5-9, ricorrente 2-4), interpretato da A. J. Buckley, doppiato da Fabrizio Odetto.
Originario di Phoenix, Arizona, Adam svolge il l'incarico di tecnico di laboratorio alla scientifica di New York, sotto le direttive del detective Mac Taylor. Nonostante le ampie conoscenze scientifiche e le elevate qualifiche riguardanti il suo lavoro, è spesso messo in soggezione dalle figure autoritarie come Mac e Stella. Adam è un appassionato di computer e questo lo porta ad essere il migliore nel suo campo. Spesso lavora con le cuffie di un ipod nelle orecchie, in quanto sostiene che lavorare con la musica lo aiuti a concentrarsi maggiormente. È un uomo che mostra profonda timidezza ed insicurezza, sia nel lavoro sia nelle relazioni interpersonali, come si può percepire dai continui balbettii. Dopo una retata in un magazzino Adam, rimasto solo con due agenti ad analizzare la scena del crimine, viene preso in ostaggio e torturato da due malviventi. Più tardi anche Danny si ritrova tra le braccia dei due malviventi ed insieme al collega riescono a salvare i due agenti di polizia e le loro vite. Ad un certo punto della sua carriera, per via dei tagli ai fondi della polizia, il capo Sinclair gli invia una lettera in cui viene rivelato che gli resta un solo mese di lavoro. La squadra di Mac decide di supportarlo prendendo ore di vacanza e malattia in modo tale da lasciargli altro tempo per lavorare. La situazione si risolve quando il dipartimento di polizia riceve una donazione in grado di coprire i costi inerenti al personale e alle macchine da laboratorio. Si ritrova nuovamente sotto minaccia quando, nel corso dell'esame di una scena del crimine, un'addetta alle pulizie trova una traccia di sangue che non era stata esaminata. La ragazza gli confessa che vorrebbe entrare a far parte del team come tecnico di laboratorio, ed Adam teme che possa portarle via il lavoro. Rimane comunque deluso quando viene a sapere che Haylen Becall è stata scelta per uno stage all'FBI. Ricomincia dunque le proprie mansioni senza più preoccupazioni fino a quando, durante l'orario di lavoro, assiste ad un omicidio su un sito di chat. La ragazza con cui stava chattando, infatti, viene strangolata davanti ai suoi occhi. Adam rimane turbato da ciò che vede, ma Jo riesce comunque a farlo uscire dal suo apparente stato di trance. Nel corso dell'indagine rischia di essere ucciso dallo stesso assassino della giovane, che aveva visto il suo volto prima che la connessione terminasse. Riesce comunque a batterlo grazie all'intervento di Mac e Don. Non si sa molto riguardo alla sua famiglia, ma quel che è chiaro è che ha avuto un'infanzia difficile che l'ha segnato profondamente. Adam lascia intendere che lui e sua madre erano vittime del padre, un uomo violento, e che questo ha inciso nel suo modo di rapportarsi con le persone. Infatti di fronte a persone con una certa autorità diventa nervoso e comincia a balbettare, proprio a causa di quello che ha dovuto subite nella sua infanzia. Viene rivelato che ha una sorella, ma non si sa molto su di lei. Dopo la sparatoria al bar, in cui Danny perde l'uso delle gambe, passa la notte insieme a Stella, ma i due chiariscono subito che la cosa non deve ripetersi in futuro.

- Josephine Danville (stagioni 7-9), interpretata da Sela Ward e doppiata da Cinzia De Carolis.
Josephine Danville è l'assistente supervisore del laboratorio della scientifica del NYPD (New York City Police Department) di New York. Entra a far parte del team della scientifica in sostituzione di Stella Bonasera, quando quest'ultima lascia New York per trasferirsi a New Orleans. Il primo giorno di lavoro, dopo essersi recata al 34º piano, sede del laboratorio della scientifica, viene accolta dal cadavere di una giovane donna. Durante le indagini ha modo di conoscere il team con il quale dovrà lavorare in futuro. È molto legata a Mac Taylor e non manca di dargli qualche consiglio o di confortarlo. In laboratorio lavora principalmente all'analisi del DNA, settore di cui si occupava anche nell'FBI. Prima di trasferirsi a New York lavorava a Washington, ma dopo aver fatto rilasciare uno stupratore seriale ha lasciato l'incarico, anche a causa delle continue pressioni. Il caso che l'aveva allontanata da Washington torna a perseguitarla e a pagarne le conseguenze è stato il suo ex collega, colui che per un errore ha fatto rilasciare l'uomo. Si trova faccia a faccia con lo stupratore John Curtis, colui che aveva stuprato la figlia del senatore, che ha intenzione di ucciderla, ma fortunatamente la donna riesce a salvarsi, colpendolo al cuore con il proiettile in canna della pistola, l'unico che Curtis aveva dimenticato di controllare e togliere. A seguito dell'avvenimento, Jo trova conforto in Mac. Ha una buona attenzione per i particolari e non le sfugge proprio nulla, soprattutto durante un interrogatorio. Grazie alla laurea in psicologia criminale non le è molto difficile riconoscere se una persona mente o dice la verità e questa sua abilità è utile a smascherare gli impostori, attraverso inganni alle volte. Jo è stata sentimentalmente legata all'agente dell'FBI Russ Josephson, da cui ha divorziato a causa di divergenze. L'uomo voleva che Jo prendesse il suo cognome e che abbandonasse il suo lavoro, dedicandosi alla casa a tempo pieno, cosa che la donna non ha apprezzato. I due hanno avuto un figlio di nome Tyler, che frequenta il college. In seguito, dopo aver arrestato una donna indagata per omicidio, ha adottato la figlia di quest'ultima, Ellie.

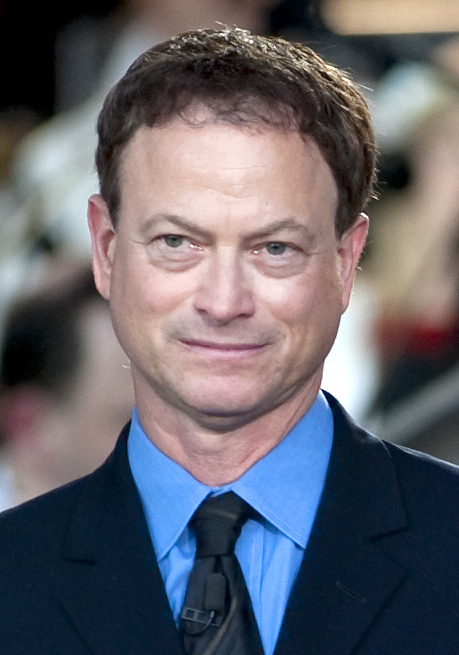
Gary Sinise interpreta Mac Taylor
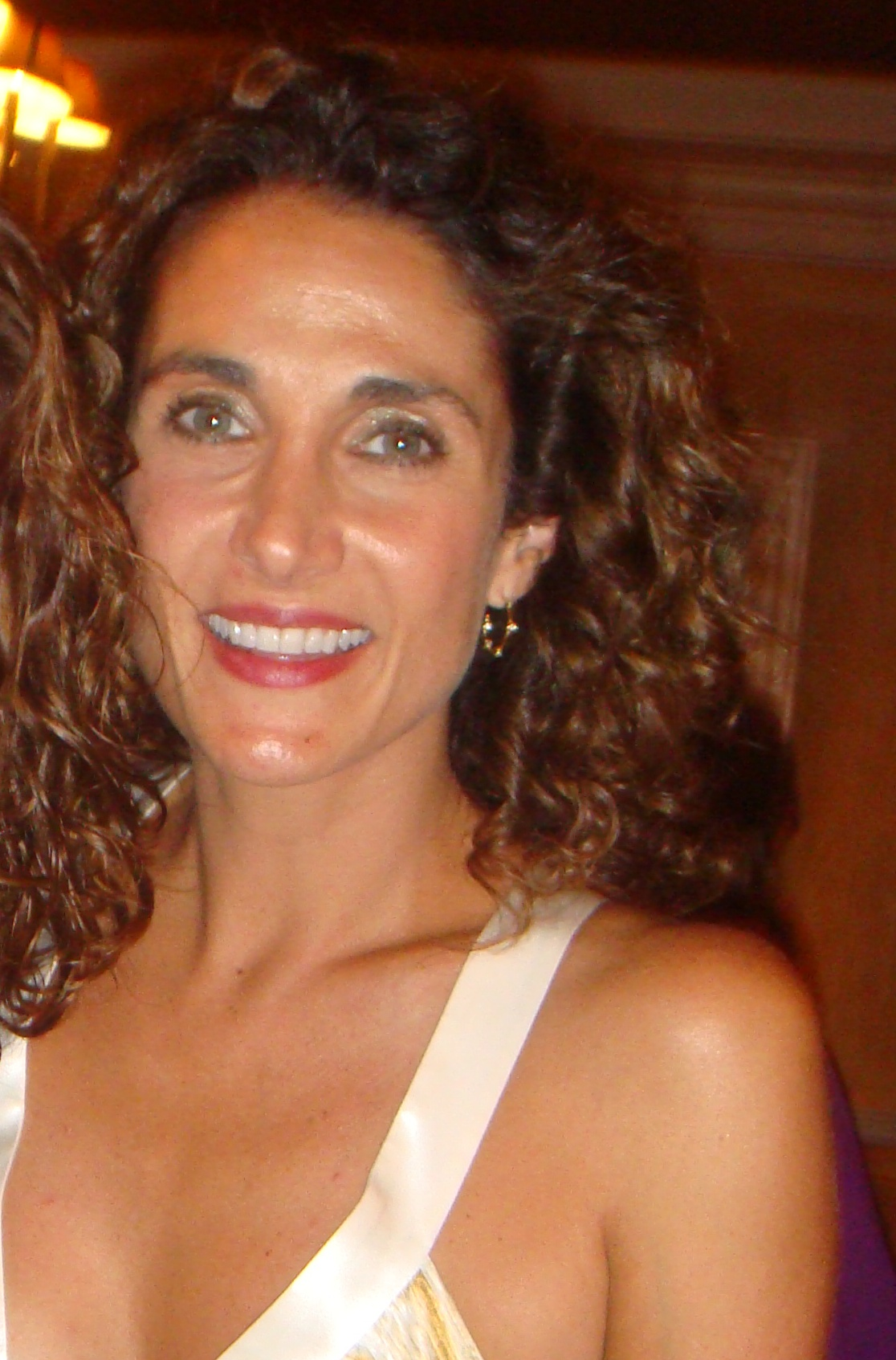
Melina Kanakaredes interpreta Stella Bonasera
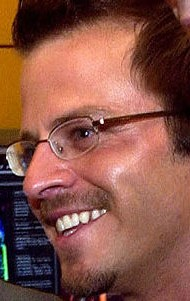
Carmine Giovinazzo interpreta Danny Messer
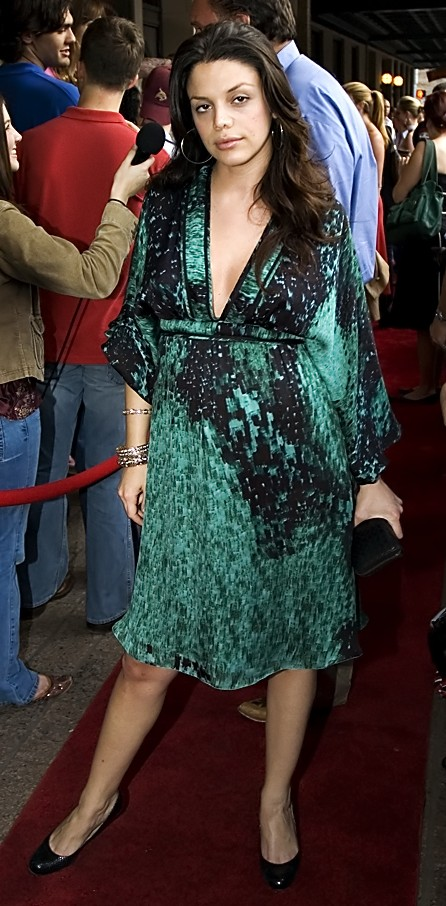
Vanessa Ferlito interpreta Aiden Burn
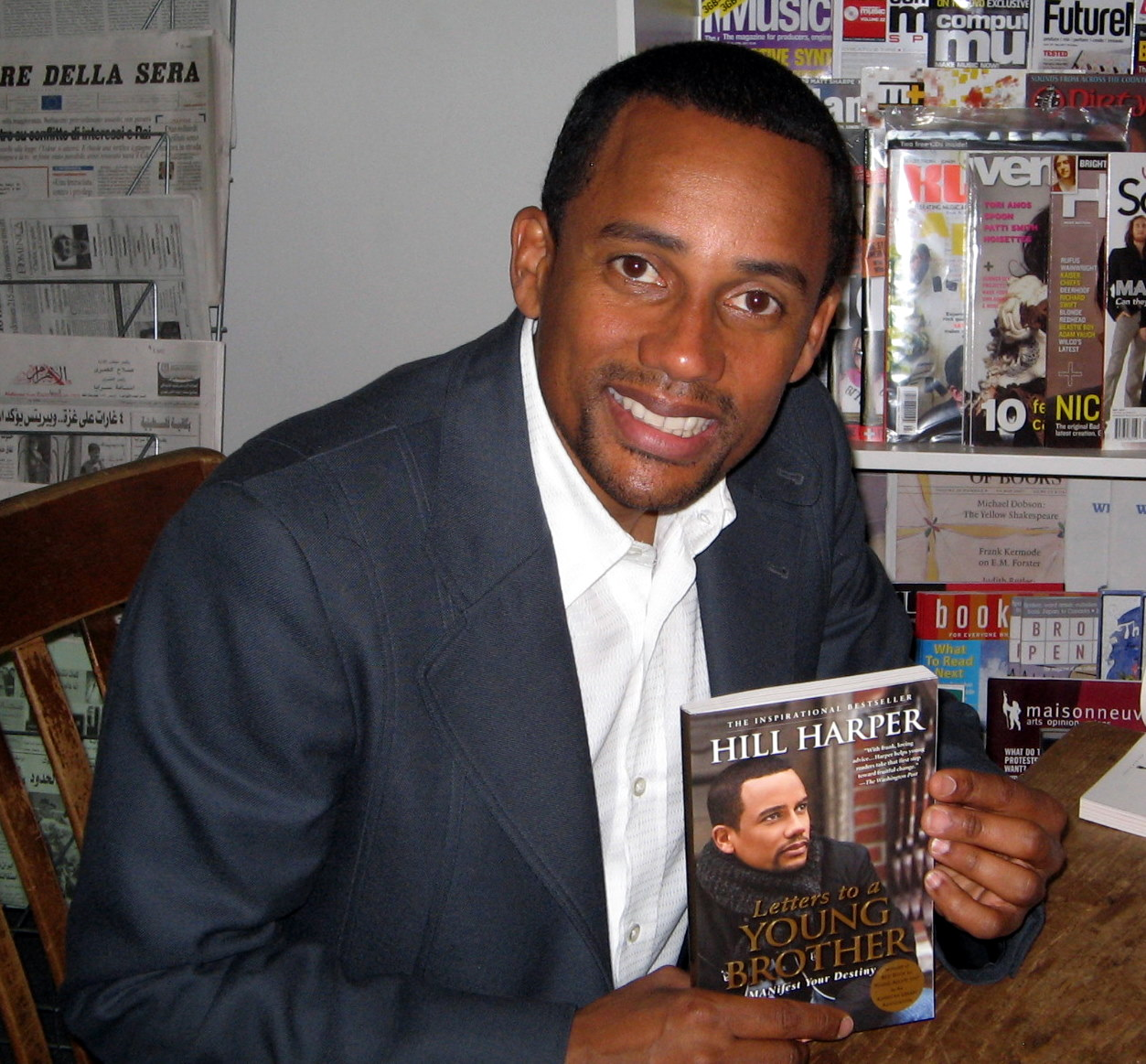
Hill Harper interpreta Sheldon Hawkes
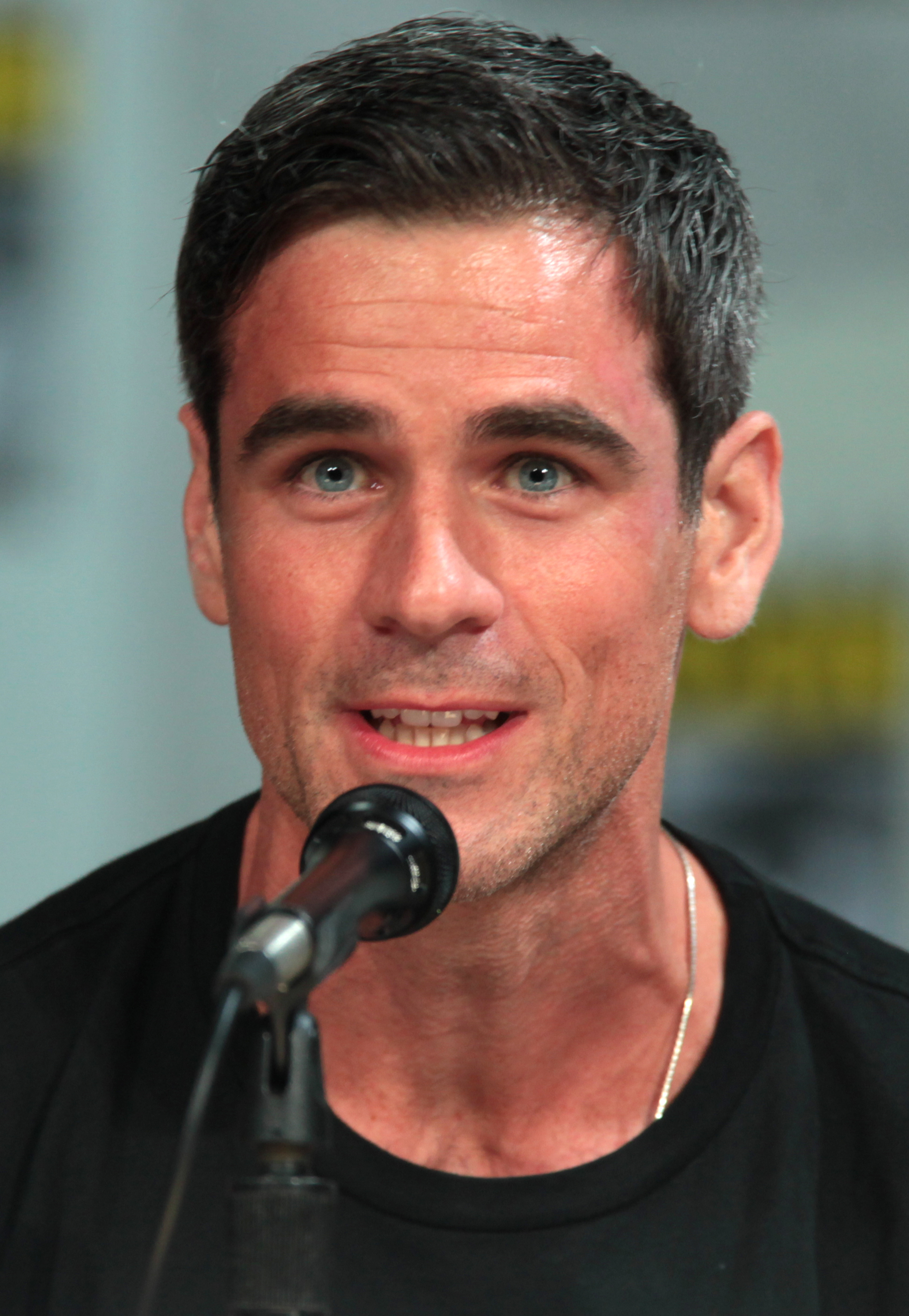
Eddie Cahill interpreta Don Flack
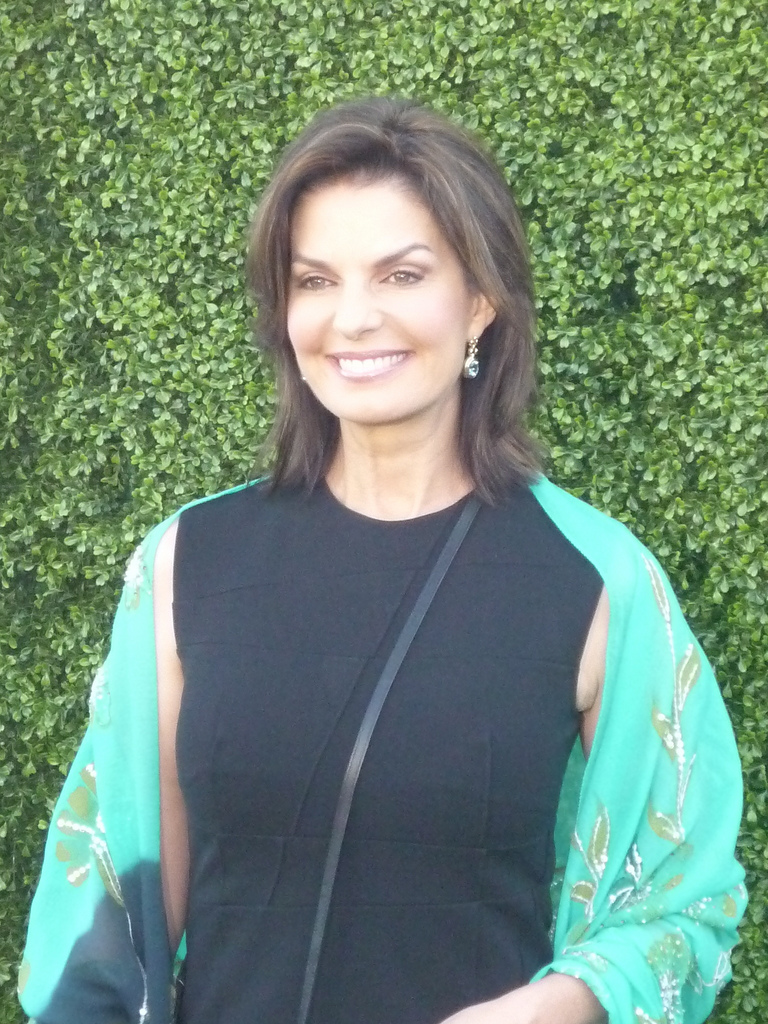
Sela Ward interpreta Josephine "Jo" Danville

### Personaggi secondari
- Jane Parsons (stagioni 1-2), interpretata da Sonya Walger, doppiata da Roberta Greganti.
Tecnico di laboratorio, addetta all'analisi del DNA. È molto disponibile nei confronti dei suoi colleghi, e non esita a rispondere a tutte le domande che le pongono.
- Peyton Driscoll (stagioni 3-6), interpretata da Claire Forlani, doppiata da Francesca Fiorentini.
È l'altro medico legale del laboratorio, affianca Sid Hammerback in alcuni episodi della terza stagione. Ha avuto una relazione con Mac Taylor.
- Jessica Angell (stagioni 3-5), interpretata da Emmanuelle Vaugier, doppiata da Alessandra Korompay.
È una detective della Squadra Omicidi, inizia a lavorare con la squadra CSI di Mac Taylor a partire dalla terza stagione. Ha avuto una relazione con il detective Don Flack. Morirà nell'ultimo episodio della quinta stagione.
- Haylen Becall (stagione 6), interpretata da Sarah Carter, doppiata da Irene Di Valmo.
È una giovane ragazza che pulisce le scene del crimine e ha sempre sognato di lavorare in un laboratorio. Grazie a una borsa di lavoro della polizia di New York riesce a farsi assumere part-time nel laboratorio di Mac Taylor dopo aver trovato delle tracce di sangue in una scena del crimine che Adam non aveva notato. Proprio per questo Adam ha paura che lei possa sostituirlo nel suo lavoro.
- Christine Whitney (stagioni 8-9), interpretata da Megan Dodds, doppiata da Alessandra Korompay.
È la ragazza che ha assistito Mac Taylor quando gli hanno sparato, oltre ad essere la sorella del defunto collega e miglior amico di Mac quando era ancora un novellino della polizia. Lei si accorge di amarlo e Mac ricambia: intrecciano così una relazione seria tanto che, nell'ultimo episodio della serie, lui le chiede di sposarlo. Sempre nella nona stagione, Christine viene rapita, mentre era in viaggio a Las Vegas con Mac, ma per fortuna lui riesce a salvarla prima che il rapitore la uccida.
- Jamie Lovato (stagione 9), interpretata da Natalie Martinez, doppiata da Rossella Acerbo.
È una detective della omicidi unitasi al team nella nona stagione. È seguita da Don Flack nei suoi primi giorni di lavoro, con il quale ha un particolare feeling che li porta ad essere ottimi amici. Tra il penultimo e l'ultimo episodio della serie inizia una relazione con lui.

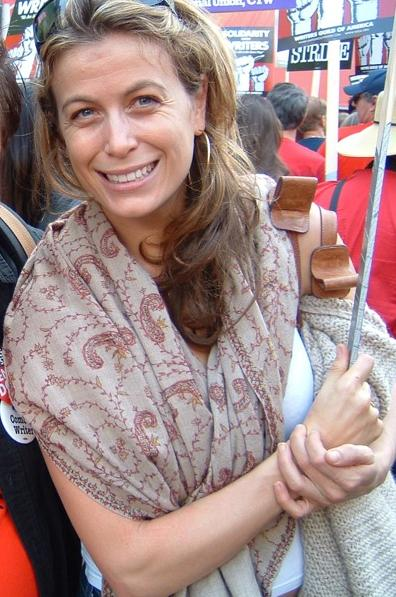
Sonya Walger interpreta Jane Parsons
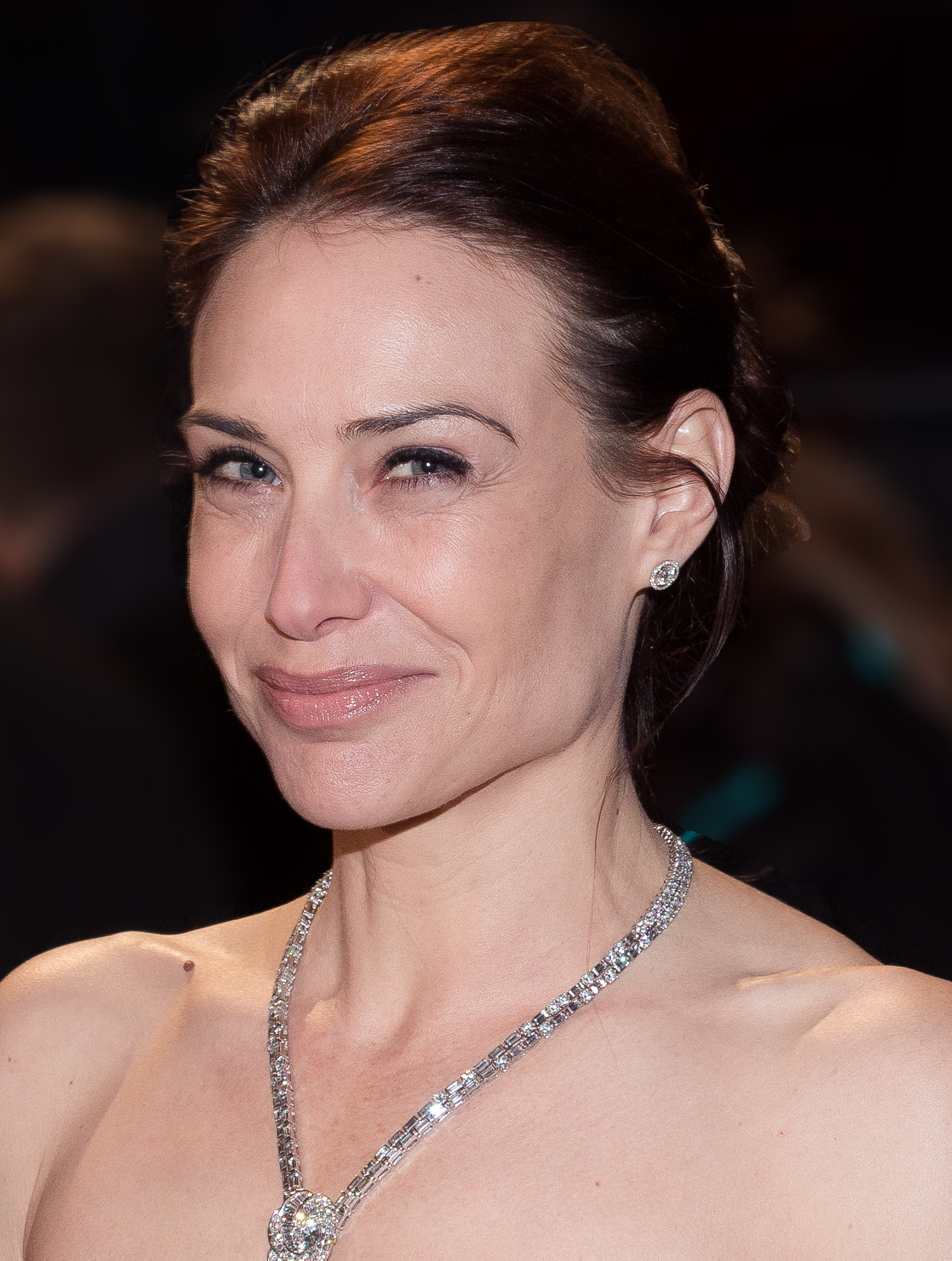
Claire Forlani interpreta Peyton Driscoll
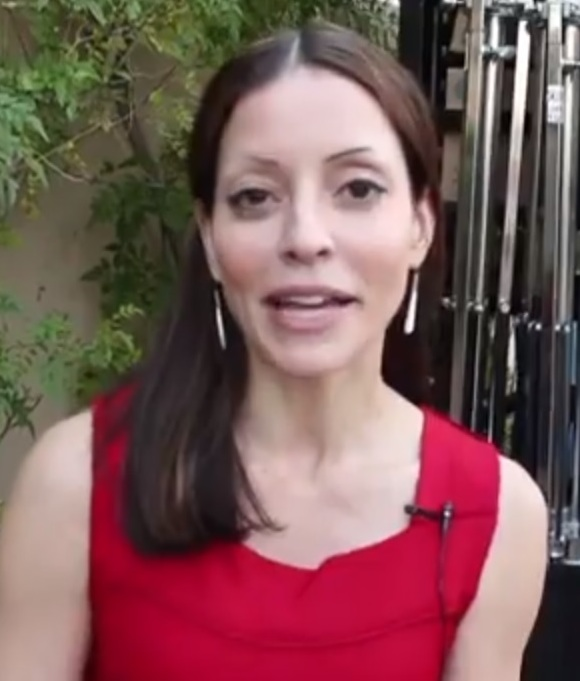
Emmanuelle Vaugier interpreta Jessica Angell
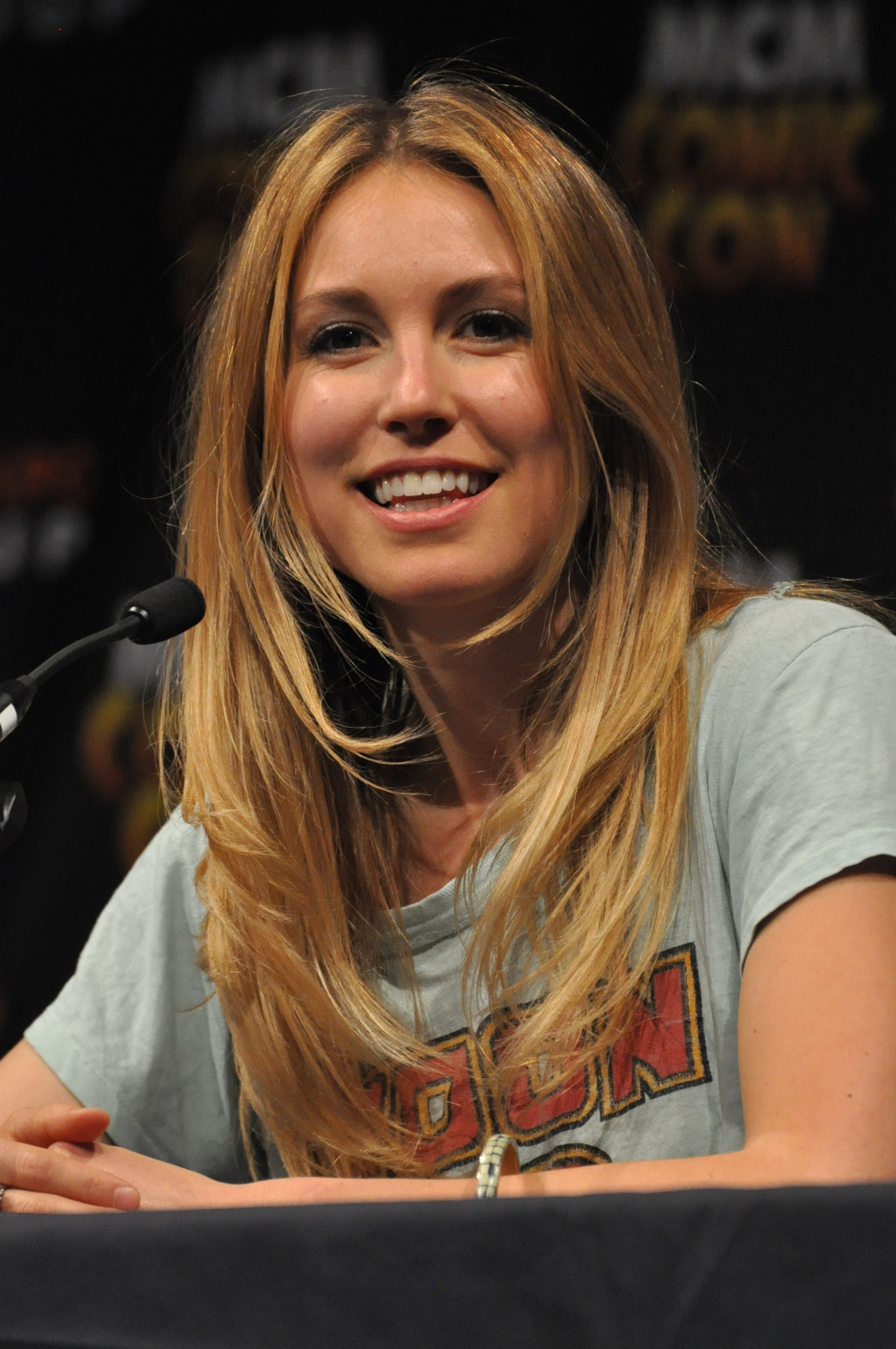
Sarah Carter interpreta Haylen Becall
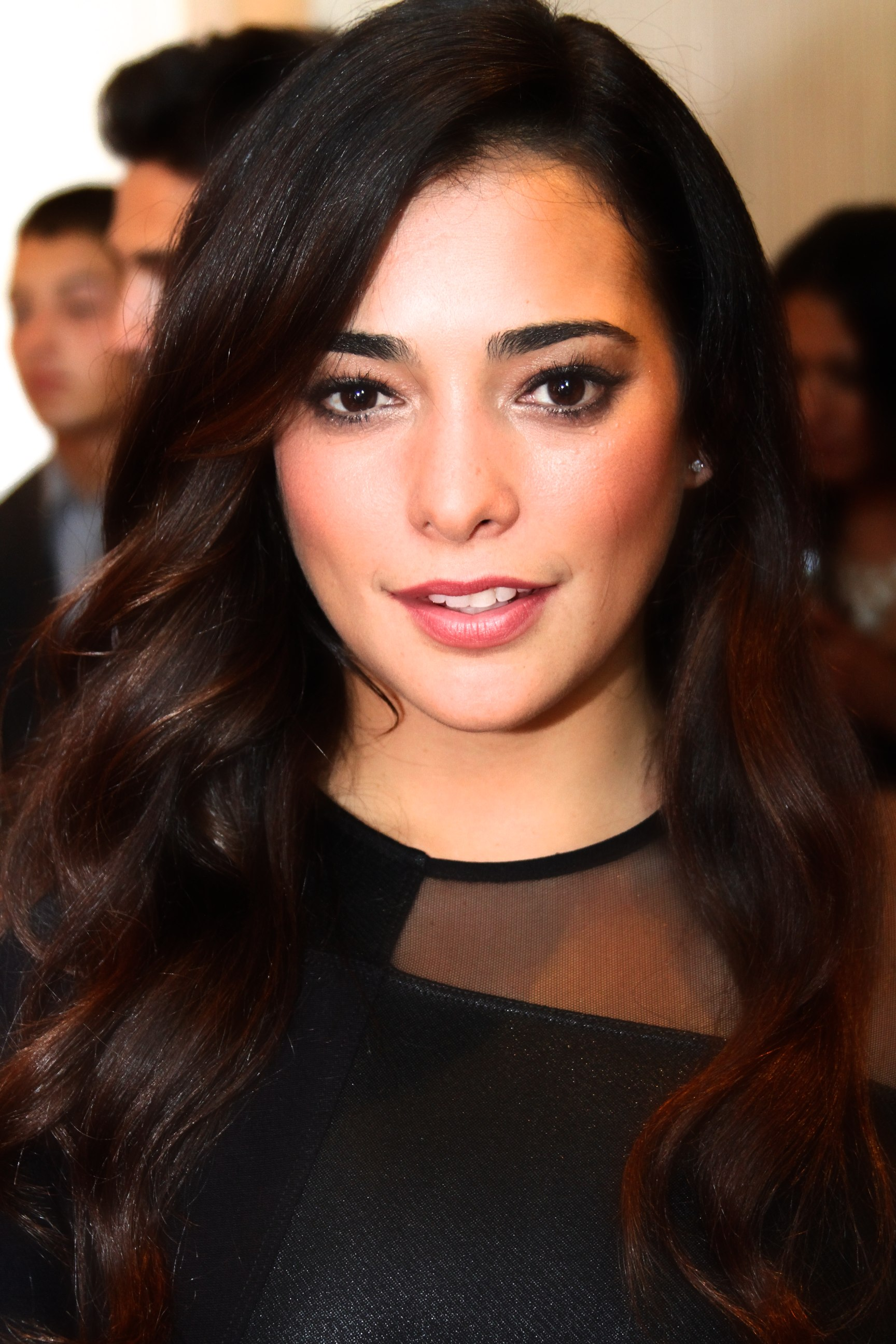
Natalie Martinez interpreta Jamie Lovato

## Produzione
I produttori del format, prima di scegliere la città di New York per ambientare questo secondo spin-off, avevano pensato anche a Chicago o ad altre metropoli nella costa est degli Stati Uniti, come Boston. Chicago è stata in seguito scelta come città d'origine di Mac Taylor ed è stata lo sfondo delle vicende di alcuni episodi della quarta stagione.
Nella prima stagione, CSI: NY era inizialmente caratterizzato da tinte cupe e colori lividi, cosa che le fece acquistare comunque un discreto seguito di pubblico. A partire dalla seconda stagione, la produzione decise di virare verso atmosfere più tenui, effettuando alcuni cambiamenti ed aggiustamenti nella trama della serie (come l'adozione di un nuovo laboratorio più spazioso e luminoso e l'aumento delle scene girate in esterni) che incontrarono il favore del grande pubblico e contribuirono a far aumentare ancora di più gli spettatori della serie.
Similmente a quanto accaduto nelle due serie "sorelle", le prime stagioni erano caratterizzate da episodi stand-alone, cioè non collegati tra loro, la produzione ha poi optato per l'introduzione di una trama di fondo che leghi gli episodi di ogni stagione anche in CSI: NY.

## Colonna sonora
È consuetudine, per le serie CSI, l'utilizzo di una canzone dei The Who per i titoli di testa: in questo caso si tratta di Baba O'Riley, brano d'apertura dell'album Who's Next.

## Tagline
(Tagline della prima stagione della serie televisiva)

## Distribuzione

Romanzo a fumetti ispirato alla serie televisiva.

Il 13 maggio 2012 la serie è stata rinnovata per una nona stagione, rivelatasi poi l'ultima per la serie.
Il 10 maggio 2013 la CBS ha ufficialmente cancellato la serie che si conclude dopo nove stagioni.
La serie CSI: NY viene distribuita in numerosi paesi di tutto il mondo:
- Albania - TV Klan
- America Latina - AXN
- Australia - Nine Network
- Austria - ORF 1
- Belgio - VT4
- Bosnia ed Erzegovina - BHT
- Brasile - AXN
- Canada - CTV
- Costa Rica - AXN
- Croazia - RTL Televizija
- Finlandia - MTV3
- Francia - TF1
- Germania - VOX
- Giappone - WOWOW
- Grecia - NET
- Hong Kong - ATV
- India - AXN
- Italia - Italia 1 e Fox Crime
- Malaysia - AXN
- Norvegia - TVNorge
- Nuova Zelanda - TV3
- Paesi Bassi - RTL 5
- Polonia - AXN
- Filippine - AXN
- Portogallo - SIC e AXN
- Romania - AXN
- Serbia - RTS
- Sudafrica - M-Net
- Spagna - AXN e Telecinco
- Stati Uniti - CBS (ovviamente)
- Svezia - Kanal 5
- Thailandia - AXN
- Turchia - CNBC-e
- Regno Unito - Five e Living TV

## Opere derivate
- CSI: NY - videogioco (2008) (Windows e macOS)